# Iaht

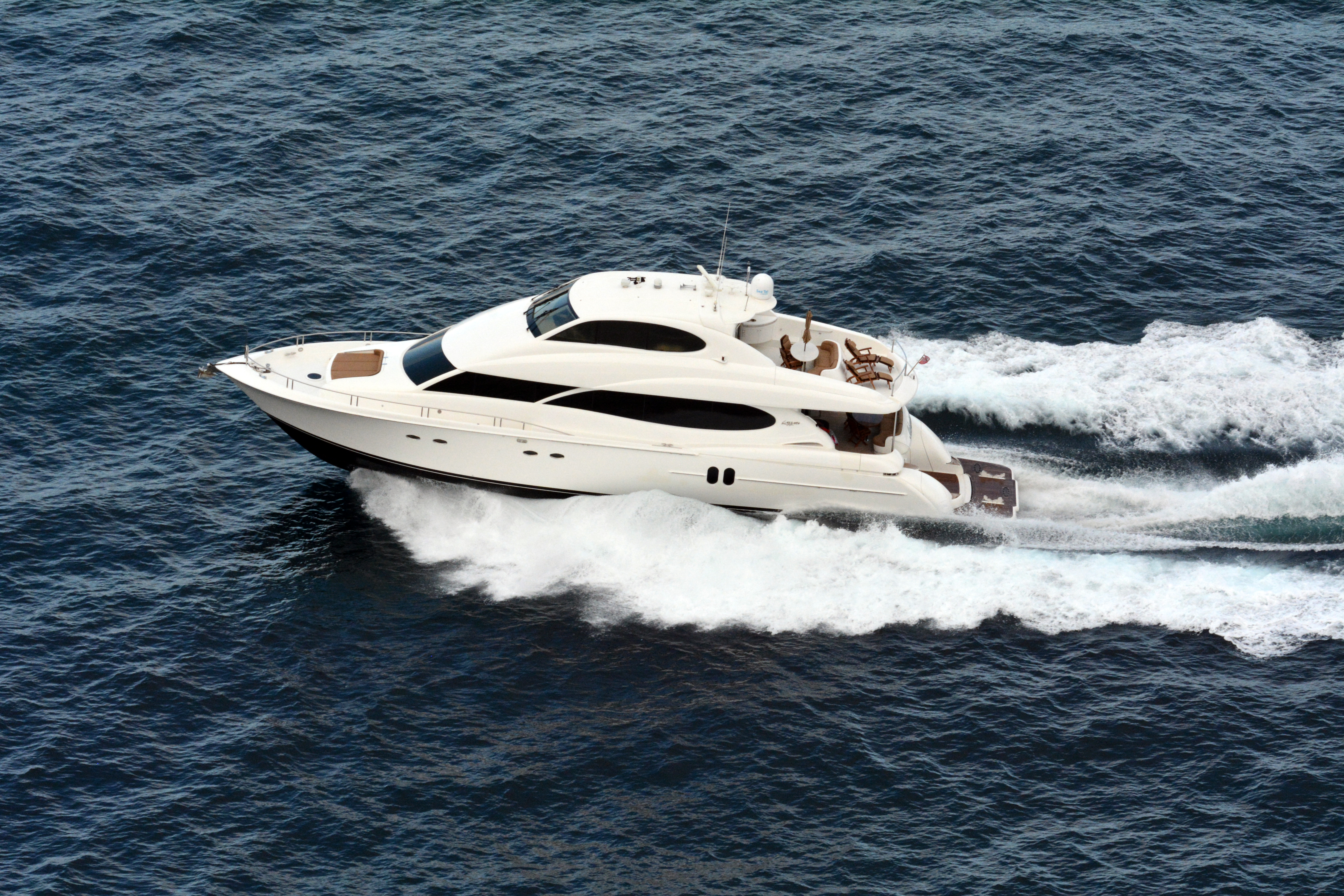

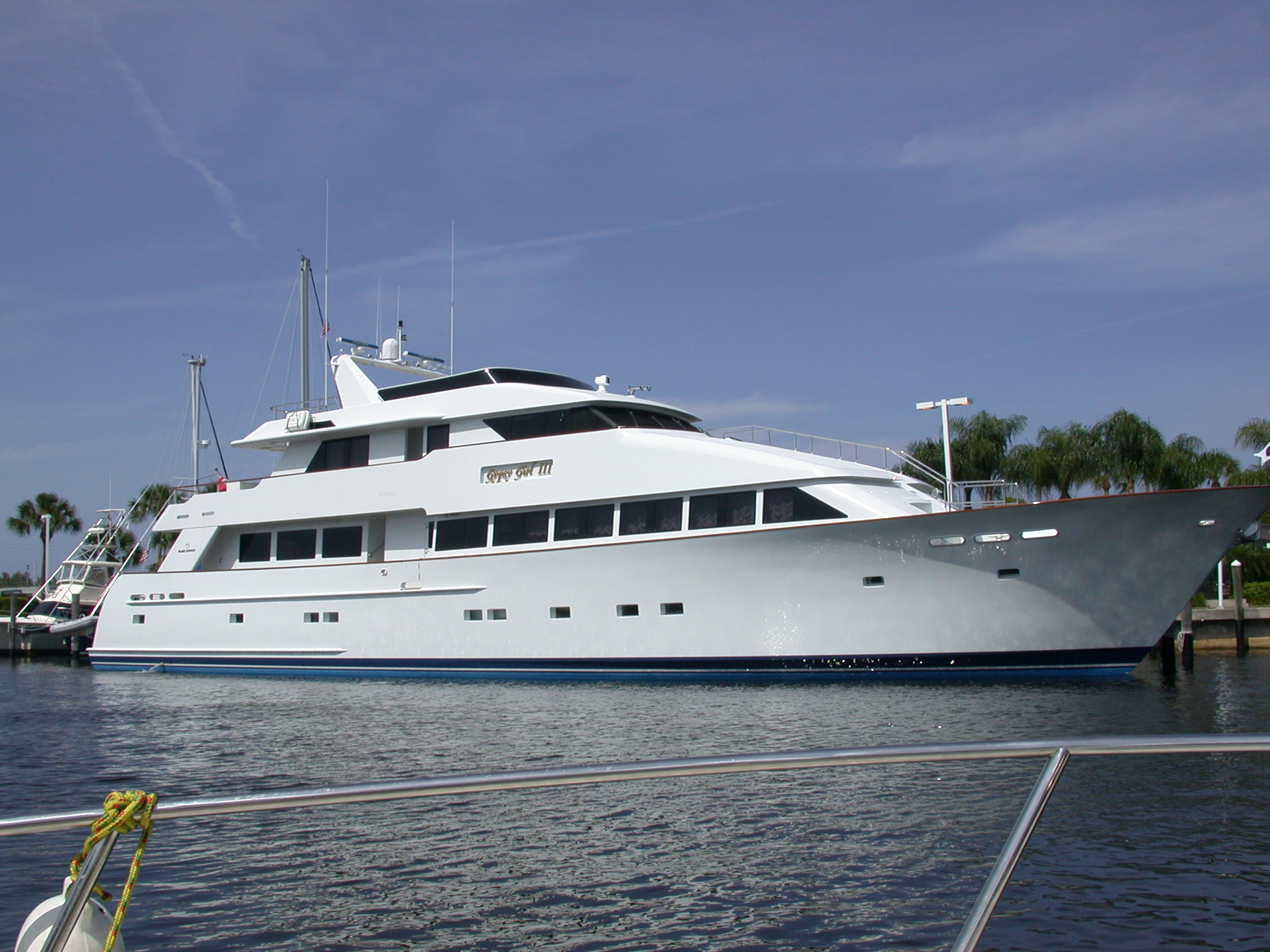

Iahtul (din cuvântul olandez jacht, „vânătoare”) este o navă de agrement sau sportivă.
Iahturile sunt prevăzute cu motor și/sau cu vele.

## Termenul de iaht
Denumirea de iaht se dă navelor care au o anumită lungime (de obicei între 10 - 15 m), ambarcațiunile sub 7 m fiind numite bărci. Iahturile sunt prevăzute cu mai multe cabine. Iahturile cu lungimea de peste 15 m (50 picioare) sunt numite „mega-iahturi” sau „super-iahturi”. În cazurile iahturilor maxi sau mega, indiferent dacă au sau nu motor, confortul joacă un rol important, lungimea iahtului trebuind să fie de minimum 21 de m  (70 picioare), și cu un echipaj profesionist, format din cel puțin două persoane (căpitan și stewart). Materialele uzuale care se folosesc la construirea unui iaht sunt în prezent fibra de sticlă, lemnul, oțelul, aluminiul, și mai rar betonul. 

## Istoric
Primele iahturi au fost construite în secolul XVII în Olanda, fiind destinate ca și cadouri între casele regale. Din punct de vedere al formei, iahturile au păstrat caracterul punții iahturilor olandeze. La sfârșitul secolului XIX, s-a intensificat producția iahturilor pentru călătorii de agrement pe mare și pentru participare la regate.